# アルピーノ級フリゲート
アルピーノ級フリゲート（イタリア語: fregate della Classe Alpino）は、イタリア海軍が運用していたフリゲートの艦級。

## 設計
本級は、先行する戦後第2世代のフリゲートであるカルロ・ベルガミーニ級を元にした拡大改良型である。船型は中央船楼型を踏襲したが、主機関はディーゼルエンジン単独であったのに対し、加速機としてガスタービンエンジンを組み合わせたCODAG方式に変更された。ここで採用されたガスタービン主機は、イギリス海軍のカウンティ級駆逐艦で採用されたのと同じメトロポリタン＝ヴィッカース社製メトロヴィックG6型をトシ社がライセンス生産したものであった。ディーゼルエンジンによる巡航時には22ノットを発揮することができた。
高角砲としては、当時生産が始まったばかりの国産のMMIアラーガト 76mm単装砲が採用された。6門という多数が搭載されており、その装備位置は、前甲板および船楼前端に背負式に1基ずつ、船楼後端の両舷に1基ずつ、そしてそれと同じ01甲板レベルのヘリコプター甲板直前に1基ずつという独特なものであった。また32番砲の直後にはメノンK113 305mm対潜迫撃砲が搭載されたが、これは毎分15発の発射能力を備えていた。

## 同型艦一覧
| #     | 艦名                       | 起工      | 就役      | 退役       |
| ----- | -------------------------- | --------- | --------- | ---------- |
| F 580 | アルピーノ Alpino          | 1963年2月 | 1968年1月 | 2006年3月  |
| F 581 | カラビニエーレ Carabiniere | 1965年1月 | 1968年4月 | 2008年11月 |